# Opuntia crassa
Opuntia crassa ist eine Pflanzenart in der Gattung der Opuntien (Opuntia) aus der Familie der Kakteengewächse (Cactaceae). Das Artepitheton crassa stammt aus dem Lateinischen, bedeutet ‚dick‘ und verweist auf die sukkulenten Triebe der Art.

## Beschreibung
Opuntia crassa wächst strauchig bis klein baumförmig, ist etwas verzweigt und erreicht Wuchshöhen von 1 bis 2 Meter. Die graugrünen bis blaugrünen, oft glauken, verkehrt eiförmigen bis länglichen Triebabschnitte sind bis zu 23 Zentimeter lang und bis zu 18 Zentimeter breit. Die kleine Areolen sind dunkelgrau befilzt, die kleinen Glochiden sind gelblich bis bräunlich. Die ein bis zwei nadeligen, feinen Dornen sind gelblich oder dunkler und bis zu 2,5 Zentimeter lang.
Die gelblich grünen Blüten weisen eine Länge von bis zu 6 Zentimeter auf.

## Verbreitung und Systematik
Opuntia crassa stammt ursprünglich aus Mexiko und wird im gesamten tropischen Amerika kultiviert.
Die Erstbeschreibung erfolgte 1819 von Adrian Hardy Haworth.

## Nachweise